# 長谷川季子
長谷川 季子（はせがわ としこ、1934年9月12日 - 、本名:同じ）は、日本の女優。小野道子の芸名でも知られた。元宝塚歌劇団娘役。父は俳優の長谷川一夫。母・たみは初代中村鴈治郎の次女。兄は俳優の林成年。

## 来歴
大阪市南区出身。1950年、京都の嵯峨野中学を卒業し宝塚音楽舞踊学校に入り、翌1951年、宝塚歌劇団に入る。宝塚入団時の成績は34人中1位である。38期生。『昔噺舌切雀／春のおどり』で初舞台を踏む。同年、本名で東宝映画『若人の歌』に出演。その後いくつかの映画に出演。
1952年、宝塚では星組に配属され、その後、雪組異動となる。宝塚の最終出演公演は『日本の祭りと民謡／土蜘／フォスター物語』である。
1956年3月31日、宝塚歌劇団を退団し、大映に入社。同年、小野道子の芸名で『祇園の姉妹』で初主演。『愛の海峡』では川崎敬三を相手役に主演。その後は脇に回ることが多くなる。
1961年、芸名を本名の長谷川季子に戻す。
1962年、大映を退社し、舞台『銭形平次』で平次の女房役お静を長く務めた。

## 出演作品

### 映画
- 若人の歌（1951年）
- 七人の兄いもうと（1955年）
- 祇園の姉妹（1956年）
- スタジオは大騒ぎ（1956年）
- 夜の河（1956年）
- 惚れるな弥ン八（1956年）
- 月形半平太 花の巻 嵐の巻（1956年）
- 愛の海峡（1956年）
- 四十八歳の抵抗（1956年）
- いとはん物語（1957年）
- スタジオはてんやわんや（1957年）
- 鼠小僧忍び込み控 子の刻参上（1957年）
- 大阪物語（1957年）
- 朝の口笛（1957年）
- 満員電車（1957年）（壱岐留奈役　小野道子名義）
- 残月講道館（1957年）
- 万五郎天狗（1957年）
- 銭形平次捕物控 女狐屋敷（1957年）
- 森の石松（1957年）
- 清水港喧嘩旅（1957年）
- 春高樓の花の宴（1958年）
- 母（1958年）
- 忠臣蔵（1958年）
- 大阪の女（1958年）
- 巨人と玩具（1958年）
- 赤線の灯は消えず（1958年）
- 嵐の講道館（1958年）
- 東海道の野郎ども（1958年）
- 夜の素顔（1958年）
- 血文字船（1958年）
- 濡れた瞳（1959年）
- 情炎（1959年）
- お嬢吉三（1959年）
- 電話は夕方に鳴る（1959年）
- 女経 第三話 恋を忘れていた女（1960年）
- 明日から大人だ（1960年）
- からっ風野郎（1960年）
- 扉を叩く子（1960年）
- 歌行燈（1960年5月18日）
- お琴と佐助（1961年10月14日）
- 続悪名（1961年12月17日）
- 黒の試走車（1962年7月1日）

### テレビ番組
- 風雪 第2回「最後の将軍」（1964年、NHK） - 側室萩野 役
- 銭形平次 第63話「化粧する女」（1967年、CX）
- おんなの劇場「吉野太夫」（1970年、CX） - 葛木 役
- 土曜ワイド劇場 / 海は誘惑する・危ない恋人（1981年、ANB）
- 俺はご先祖さま（1981年、NTV）

### 舞台
- 江戸の紅葵
- 花吹雪二人桜